# Stephen Kelly (football, 2000)
Stephen Kelly, né le 13 avril 2000 à Port Glasgow en Écosse, est un footballeur écossais qui joue au poste de milieu central au Livingston FC.

## Biographie

### En club
Né à Port Glasgow en Écosse, Stephen Kelly est formé par le Rangers FC. Il joue son premier match en professionnel le 26 septembre 2018, lors d'une rencontre de coupe de la ligue écossaise face au Ayr United. Il entre en jeu à la place de Ross McCrorie et son équipe s'impose par quatre buts à zéro.
Le 10 juillet 2019, Stephen Kelly est prêté, au Ayr United, en deuxième division écossaise, pour une saison.
Lors de l'été 2020, Stephen Kelly est prêté pour une saison au Ross County FC. Le transfert est annoncé le 24 juin 2020. C'est avec ce club qu'il découvre la première division écossaise, jouant son premier match le 22 août 2020, face au Saint Mirren FC. Il entre en jeu et les deux équipes se neutralisent (1-1 score final).
Le 12 janvier 2022, Stephen Kelly est prêté jusqu'à la fin de la saison à Salford City.
Le 2 septembre 2022, Stephen Kelly rejoint le Livingston FC. Il signe un contrat courant jusqu'en mai 2025.
Kelly inscrit son premier but pour Livingston le 12 novembre 2022, lors d'une rencontre de championnat face au Heart of Midlothian FC. Titularisé au poste d'ailier gauche, il ouvre le score mais les deux équipes se neutralisent (1-1 score final).

### En sélection
Stephen Kelly joue son premier match avec l'équipe d'Écosse espoirs, le 10 octobre 2019 contre la Lituanie. Il entre en jeu à la place de Kyle Magennis et les deux équipes se neutralisent (0-0 score final).
Il inscrit son premier et unique but avec les espoirs contre le Danemark le 10 juin 2022. Titularisé, il est l'auteur de l'ouverture du score mais les Danois parviennent à égaliser par Maurits Kjærgaard (1-1 score final).